# Nereida (satèl·lit)
Nereida és un satèl·lit de Neptú, també conegut com a Neptú II. És, concretament, el tercer satèl·lit més gros del gegant gasós. El seu nom prové de les nereides de la mitologia grega, i vol dir "nimfa de mar". Nereida va ser descoberta per Gerard Kuiper, a l'1 de maig de 1949, a través d'un telescopi. Ell mateix li va posar el nom actual, el dia del seu descobriment. Nereida destaca per la seva excèntrica òrbita al voltant de Neptú, una excentricitat de 0.7507, que pot fer variar el seu semieix major de 5,513,787 km a 1372000 km o a 9655000 km. És el satèl·lit amb l'òrbita més excèntrica coneguda fins ara. Amb un diàmetre d'uns 340 km, i 50 K de temperatura, (També aproximadament), triga 360 dies a fer una volta completa al vuitè planeta, a més a més de tenir un període de rotació de 0,48 dies, (Que vindrien a ser 11 hores i 31 minuts. Alguns satèl·lits de Neptú, com Halimedes, es creu que es van formar per antigues col·lisions contra Nereida.

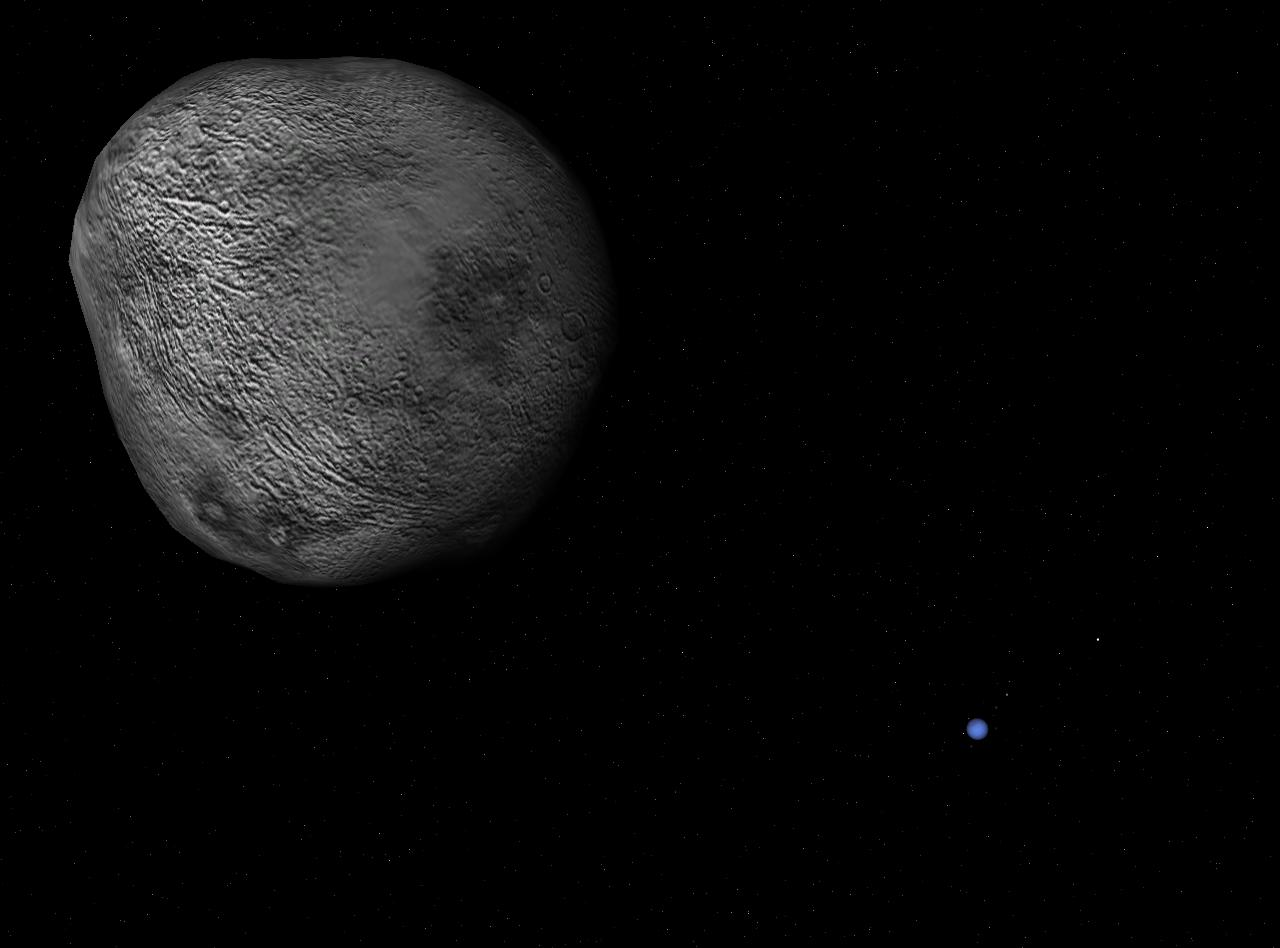
Una simulació de Nereida i Neptú.